# الأزمة السياسية في الإكوادور 2023
بدأت الأزمة السياسية في الإكوادور في 17 مايو 2023 نتيجة محاكمة عزل الرئيس غييرمو لاسو. حيث بدأ تحقيق المساءلة في الجمعية الوطنية في 9 مايو واستمر حتى 17 مايو عندما حل لاسو البرلمان من خلال الحكم الدستوري المعروف باسم muerte cruzada ("mutual death الموت المتبادل"). أدى هذا إلى إنهاء تحقيق المساءلة لأنه حل الجمعية الوطنية، وتسبب في إجراء انتخابات عامة مبكرة. هذه هي المرة الأولى التي يستخدم فيها رئيس إكوادوري هذا الإجراء الدستوري ووصفه العديد من المراقبين بأنه "انقلاب ذاتي".

## خلفية
في 9 يناير 2023، نشرت La Posta (website) [la posta (ecuador)] تقريرًا بعنوان El Gran Padrino ("الأب الروحي العظيم")، والذي عرضت فيه بالتفصيل مؤامرة فساد مزعومة داخل الشركات العامة تتمحور حول كاريرا Danilo Carrera Drouet صهر الرئيس غويلرمو لاسو.
بعد النشر، في 18 يناير 2023، أنشأت الجمعية الوطنية لجنة "للحقيقة والعدالة ومكافحة الفساد" في قضية الفساد المزعومة ضد لاسو. وبعد إجراء التحقيقات، قُدِّم تقرير غير ملزم سمح للجمعية ببدء إجراءات العزل ضد الرئيس في 4 مارس 2023.

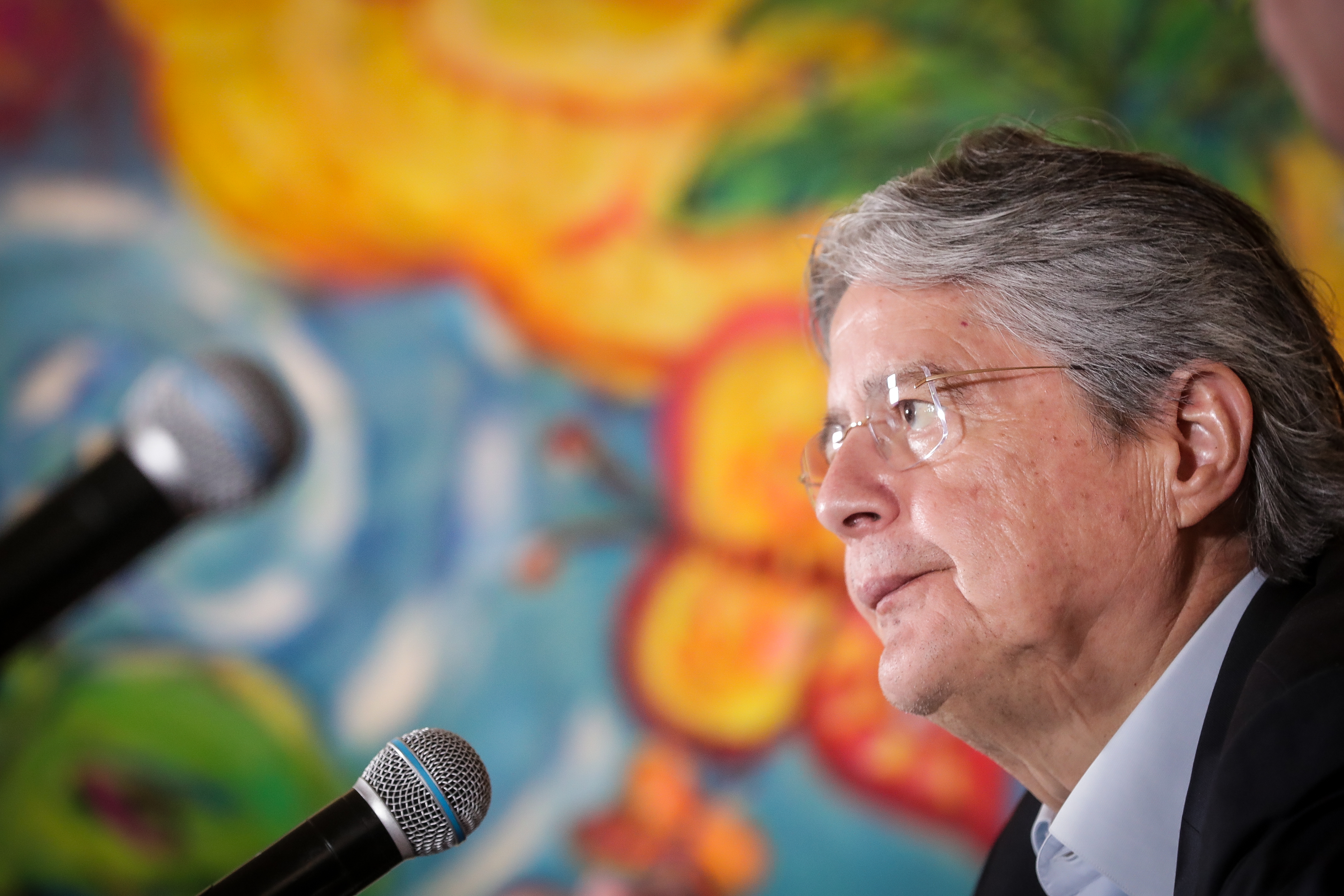
لاسو في مارس 2023

عُثر على شريك كاريرا المقرب، رجل الأعمال روبين شيريس، الذي يعتبر شاهدًا رئيسيًا في القضية، مقتولًا في أوائل أبريل 2023. وعلى الرغم من أن كاريرا لم يكن يشغل منصبًا رسميًا في إدارة لاسو، إلا أن العديد من المسؤولين السابقين زعموا أنه لعب دورًا استشاريًا مهمًا للرئيس وكان شخصية قوية في القصر الرئاسي. خاصةً أنه رافق لاسو في رحلته إلى واشنطن في ديسمبر 2022. في 24 فبراير، أعلن المدعي العام عن تحقيق جديد في رفض لاسو لتحقيق الشرطة في علاقات شيريس Cherres بشبكة تهريب المخدرات. وتزعم التهم أن لاسو ضغط على قائد شرطة الولاية ورئيس إدارة المخدرات لإخفاء تقرير التحقيق.
بدأت عملية المساءلة في 16 مارس، وفي 29 مارس، وافقت المحكمة الدستورية على تهمة الاختلاس الموجهة إلى لاسو، لكنها أسقطت تهمتي الرشوة. وأشارت بي بي سي إلى أنه بما أن 88 من الأعضاء في المجلس التشريعي قد صوتوا في السابق لصالح محاكمة العزل، فإن ذلك يعني أن لاسو يواجه احتمال الإطاحة به من السلطة.
في 16 مايو 2023، بدأت الجمعية الوطنية رسميًا في إجراءات العزل ضد لاسو. وخلال شهادته، وصف لاسو إجراءات العزل بدوافع سياسية. ومع ذلك، في اليوم التالي، حل لاسو الجمعية الوطنية، متذرعًا بالإجراء الدستوري المعروف باسم "الموت المتبادل" muerte cruzada.

## الأزمة السياسية

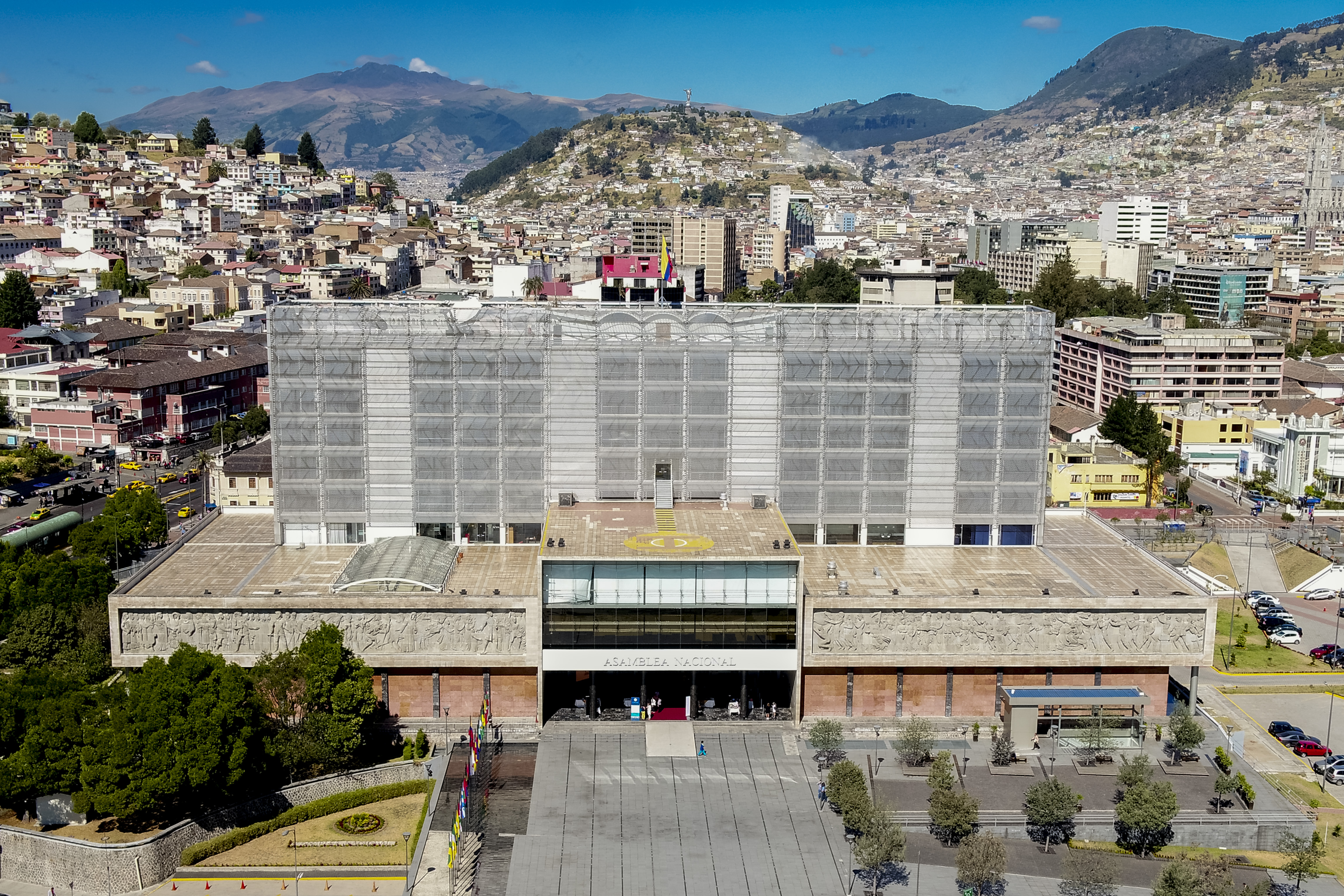
بعد مرسوم لاسو muerte cruzada، أمر بعسكرة القصر التشريعي للجمعية الوطنية في 17 مايو 2023

في 17 مايو 2023، استند لاسو إلى الإجراء الدستوري muerte cruzada بينما اتهم المشرعين الذين ضغطوا من أجل الإطاحة به بالتركيز على "زعزعة استقرار الحكومة". تسمح هذه الآلية للرئيس بحل الجمعية الوطنية، والدعوة إلى انتخابات رئاسية وتشريعية مبكرة. خلال الفترة حتى الانتخابات المبكرة، سيحكم لاسو الإكوادور بموجب مرسوم. وفي نفس اليوم، أمر لاسو بعسكرة القصر التشريعي في كيتو، ومنع دخول الموظفين العاملين في المبنى وأعضاء الجمعية، الذين خططوا لمواصلة الجلسة لمناقشة محاكمة الرئيس. كانت هذه هي المرة الأولى التي يستخدم فيها رئيس إكوادوري هذا الإجراء الدستوري لتجنب المساءلة.
في نفس اليوم الذي حُل فيه البرلمان، أصدر لاسو مرسوما بقانون يمنح تخفيضات ضريبية للطبقة الوسطى في البلاد ؛ وقد تعرض هذا لانتقادات شديدة، وقُدِّم استئنافًا لإيقافه في غضون ساعات. وبرر لاسو قيامه بالإجراء الدستوري ووصفه بأنه الحل الأفضل وقال إنه يريد أن يمنح الشعب الإكوادوري "سلطة تقرير" مستقبل البلاد في الانتخابات المقبلة. أدان اتحاد القوميات الأصلية في الإكوادور تصرفات لاسو وهدد بالاحتجاج، بينما قال متحدث باسم وزارة الدفاع الوطني إنهم سوف "يقومون بقمع" أي احتجاجات عنيفة. لاحظ المعلقون أن الكثير من قوات الجيش والشرطة في البلاد أيدت مرسوم لاسو ودافعت عنه باعتباره دستوريًا.
بعد تطبيق إجراء "الموت المتبادل" muerte cruzada، طلب أعضاء البرلمان السابقون من حزب اليسار الديمقراطي والحزب المسيحي الاجتماعي من المحكمة الدستورية الفصل في عدم دستورية المرسوم، بحجة أن قرار الرئيس ليس له أي أساس قانوني.
في 18 مايو، شجب العديد من أعضاء الجمعية الوطنية الذين أطيح بهم مرسوم لاسو علنًا وشككوا في مزاياه الدستورية لأن البلاد لم تكن تواجه أزمة طارئة وقت الاستناد إليها. ورفع رئيس الجمعية السابق فيرجيليو ساكيسيلا دعوى قضائية أمام المحكمة الدستورية ضد مرسوم لاسو ووصفه بأنه غير دستوري. في اليوم نفسه، دافع وزير الحكومة هنري كوكالون عن تصرفات لاسو، قائلاً إن لديه السلطة الدستورية للتذرع بالمرسوم.
اجتمع المجلس الانتخابي الوطني للتحضير للانتخابات العامة الجديدة. وفي مؤتمر صحفي، قالت رئيسة المجلس الوطني الانتخابي، ديانا أتامينت، إن الجولة الأولى من الانتخابات ستُعقد في 20 أغسطس، وإذا كانت هناك جولة إعادة، فستكون في 15 أكتوبر، وسيتولى الرئيس الجديد منصبه في نوفمبر 2023. في أعقاب مرسوم لاسو، أعلن نائب الرئيس السابق أوتو سونينهولزنر وعضو الجمعية السابق فرناندو فيلافيسينسيو ترشيحهما للرئاسة.

## ردود الفعل

### محليًا

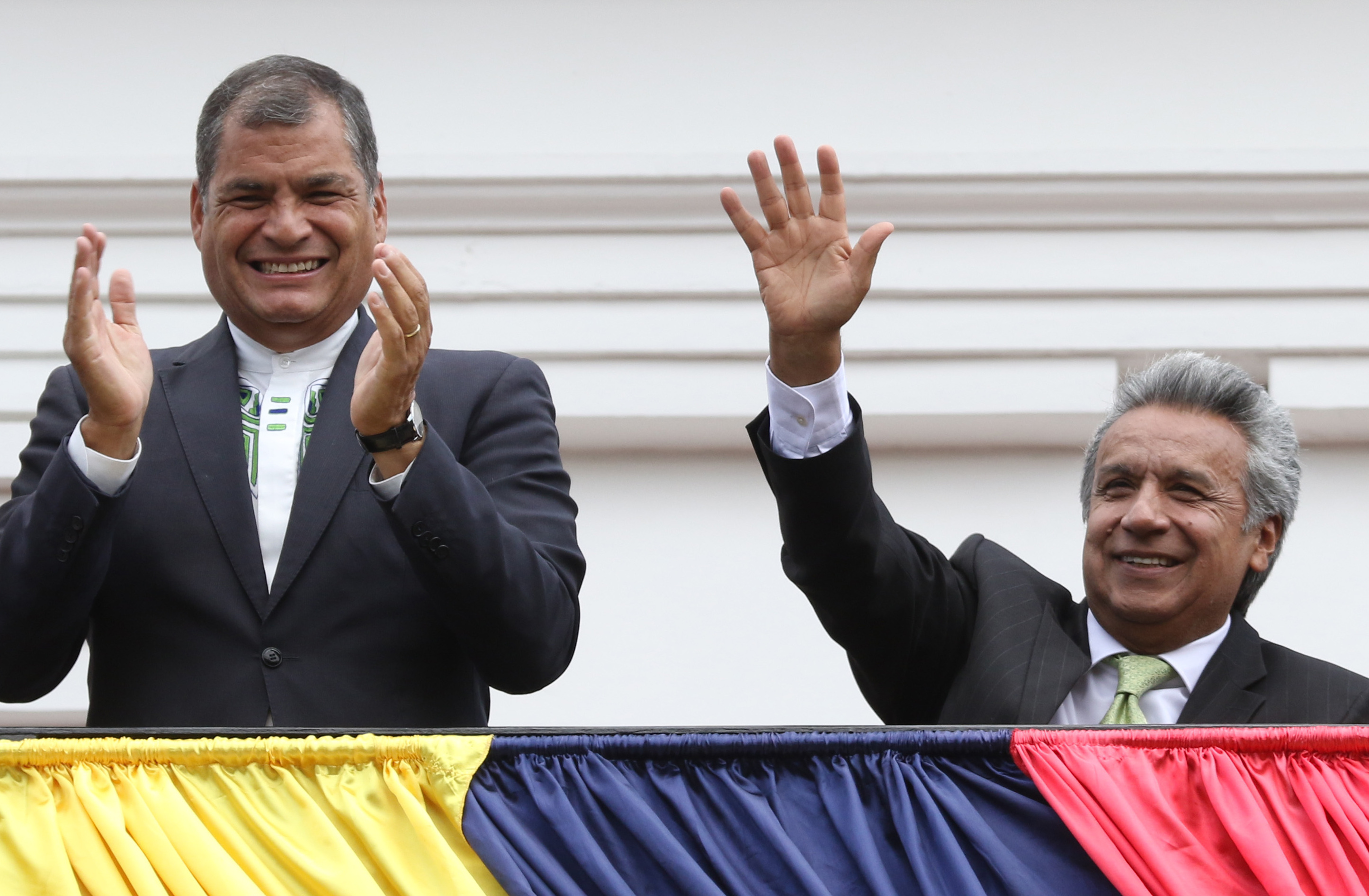
أدان الرئيسان السابقان رافائيل كوريا ولينين مورينو تصرفات لاسو، ودعيا إلى التفاؤل في الانتخابات العامة المقبلة

- الرئيس السابق رافائيل كوريا وصف مرسوم لاسو الرئاسي بأنه "غير قانوني" وأكد أنه "من الواضح أنه لا توجد اضطرابات داخلية"، كما قال الرئيس. وأضاف: "على أية حال، إنها فرصة عظيمة لإخراج لاسو وحكومته ومُشرعيه من مناصبهم".[25]
- طالب الرئيس السابق لينين مورينو بالهدوء داخل حزبه لمنع تكرار نتائج الانتخابات المحلية في فبراير 2023، والتي تُعد نصرًا كبيرًا لحزب كوريا. كما دعا إلى "الوحدة والتواضع في مواجهة السيناريو السياسي والاجتماعي الغامض الذي تعيشه الإكوادور".[26]
- قال عمدة غواياكيل السابق خايمي نيبوت إن تصرف لاسو في التذرع بتلك المادة الدستورية كان "غير دستوري، وليس له أثر قانوني، وإشكاليًا وديكتاتورية مُقَنَّعة".[27]

### دوليًا
- الولايات المتحدة: ذكرت وزارة الخارجية أنها تدعم المؤسسات الدستورية في الإكوادور.[28]
- بيرو: عبَّر وزير الخارجية عن دعمه لـ لاسو، ودعم الرئيس للعملية الديمقراطية في الإكوادور".[29]
- المكسيك: أعرب الرئيس أندريس مانويل لوبيز أوبرادور عن شكوكه في أن يؤدي مرسوم لاسو إلى زعزعة الاستقرار في الأمة، وأعرب عن أمله في أن توفر الانتخابات العامة المقبلة حلاً للأزمة.[30]
- بوليفيا: انتقد الرئيس السابق إيفو موراليس لاسو لتذرعه بالمرسوم لتجنب "المقاضاة بتهمة الفساد" وتساءل عن سبب تمكن لاسو من البقاء في منصبه، في حين حوكم الرئيس البيروفي السابق بيدرو كاستيلو "لفعل الشيء نفسه".[30]
- تشيلي: أعربت الحكومة عن أملها في حل الأزمة من خلال "الآليات الديمقراطية والمؤسسية (المتاحة) في دستورها، مع الالتزام الصارم بسيادة القانون واحترامه".[30]